# Oxyuranus temporalis
Oxyuranus temporalis är en ormart som beskrevs av Doughty, Maryan, Donnellan och Hutchinson 2007. Oxyuranus temporalis ingår i släktet taipaner, och familjen giftsnokar och underfamiljen havsormar. Inga underarter finns listade i Catalogue of Life.
Arten förekommer i västra Australien.
Oxyuranus temporalis har en ljusbrun färg på ovansidan och huvudet är ännu ljusare brun. På bålen kan olivgråa skuggor förekomma. Ormens undersida är gulvit och ögonen har en svart färg.